# Tachina marginella
Tachina marginella är en tvåvingeart som först beskrevs av Christian Rudolph Wilhelm Wiedemann 1830.  Tachina marginella ingår i släktet Tachina och familjen parasitflugor.
Artens utbredningsområde är Sudan. Inga underarter finns listade i Catalogue of Life.